# David Alan Binder
Dr. David Alan Binder (nacido el 19 de mayo de 1951 en Decatur, Illinois, Estados Unidos) es un autor galardonado internacionalmente, editor y corrector de pruebas. Es conocido por su enfoque multidisciplinario en sus obras, que abarcan géneros como la psicología, la gestión empresarial, la biología y el Western.

## Biografía
David Alan Binder nació en Decatur, Illinois, el 19 de mayo de 1951. A lo largo de su vida, ha desempeñado diversos roles profesionales, incluyendo trabajos en la industria energética y en telecomunicaciones. Está casado con Katherine Anne (Malone) Binder y tienen cuatro hijos: Brian, Russell, Arianne y Derek. Su familia ha sido una fuente constante de apoyo en su vida y carrera.

## Educación
Binder ha obtenido más de 60 certificaciones en diversas disciplinas y cuenta con tres títulos universitarios:
- **Maestría** en la Universidad Estatal de San Diego.
- **Licenciatura** en una universidad reconocida de Estados Unidos.

## Carrera literaria
David Alan Binder es autor de múltiples libros que abarcan géneros como la psicología, la gestión empresarial, la biología y el Western. Sus obras se caracterizan por una investigación exhaustiva y una presentación clara de conceptos complejos.

## Obras destacadas
- The Manager's Manager: Strategies and Tactics for Effective Leadership (2023): Una guía para líderes que gestionan equipos de gerentes, enfocándose en la construcción de confianza y la colaboración eficaz.
- Mind Games: The Dual Facets of Manipulation and Dark Psychology (2023): Este libro explora las tácticas de manipulación y el impacto de la influencia psicológica en la toma de decisiones.
- Buffalo Man: The Legacy of James Pierce Beckwourth: Una novela histórica basada en la vida de James Beckwourth, un destacado explorador y jefe de los indios Crow.

## Premios y reconocimientos
Binder ha recibido varios premios literarios, incluyendo:
- **Golden Wizard Book Prize**.
- Tercer lugar en la antología Children’s Stories Anthology de Something Or Other Publishing.

## Categorías
- Datos: Q131756637